# Luy de Béarn
Pour les articles homonymes, voir Luy (homonymie).

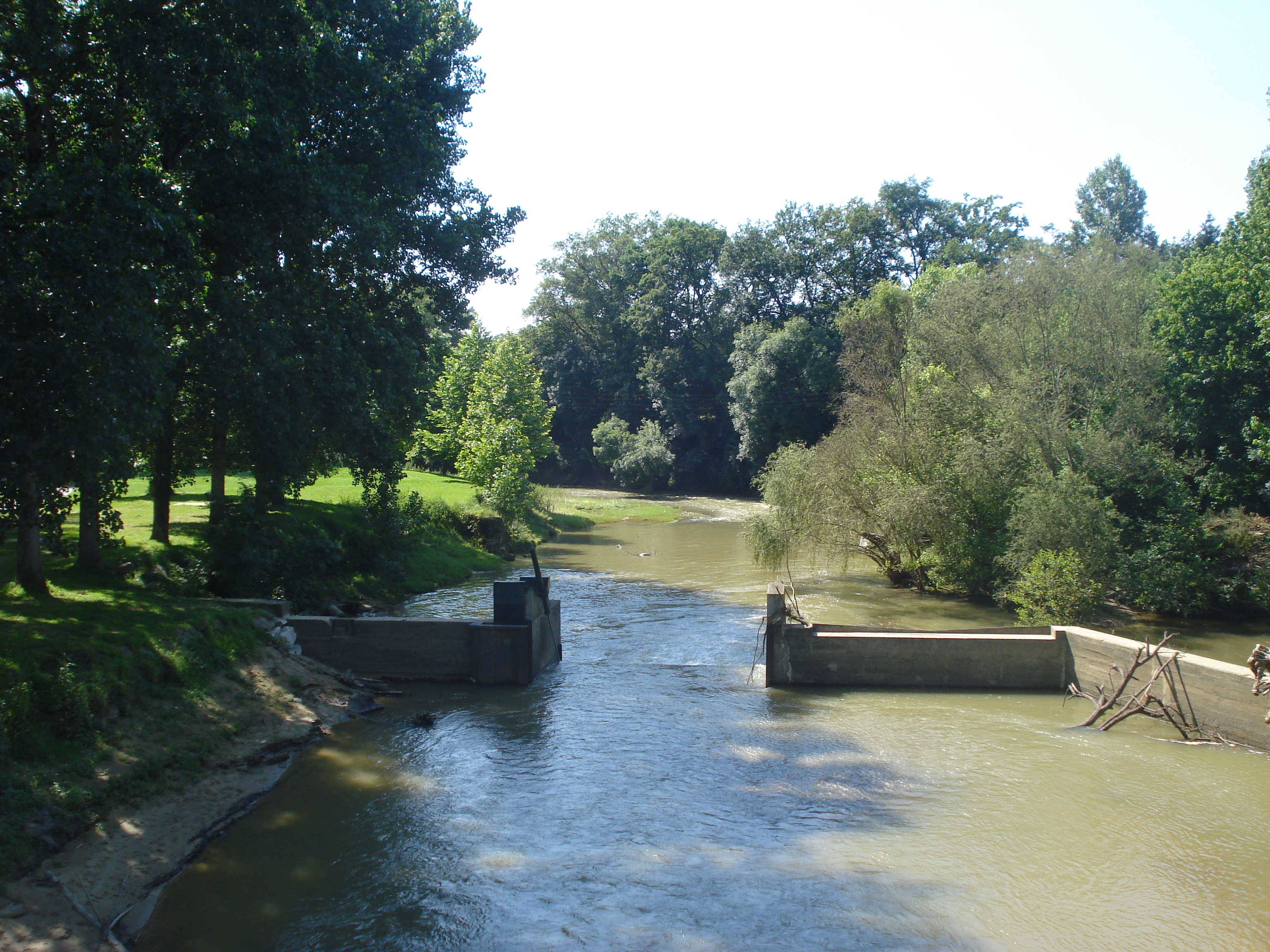
Luy de Béarn à Sault-de-Navailles

Le Luy de Béarn est un affluent du Luy, qui prend sa source à Andoins, Pyrénées-Atlantiques, dans le bassin versant gauche de l’Adour.

## Étymologie
Son nom vient vraisemblablement d'un mot aquitain analogue au basque lohi « limon, boue ».

## Géographie
Le Luy de Béarn prend sa source à Andoins. Il rejoint le Luy de France pour former le Luy au pied du château de Gaujacq, puis confluer dans l’Adour en aval de Tercis-les-Bains (au sud de Dax). Sa longueur est de 76,55 km.
La vallée du Luy de Béarn a une particularité étonnante : malgré la dimension modeste du cours d’eau, elle est plus large que celle du gave au sud, pourtant bien plus puissant. Cela provient d’une occlusion de la vallée initiale du gave par la moraine de la Bastide à Lourdes, le gave de Pau s’écoulait dans cette vallée avant d’être détourné à la fin de la glaciation ; à cet endroit, le cours du gave fait un angle droit caractéristique.

## Départements et communes traversés
- Pyrénées-Atlantiques : Aubin, Bouillon, Buros, Caubios-Loos, Géus-d'Arzacq, Hagetaubin, Labeyrie, Lacadée, Larreule, Mazerolles, Momas, Montardon, Morlaàs, Morlanne, Pau, Pomps, Saint-Médard, Sault-de-Navailles, Sauvagnon, Serres-Castet, Serres-Morlaàs, Uzan, Uzein.
- Landes : Amou,Castel-Sarrazin, Gaujacq.

## Principaux affluents
- (D) l’Aasp[2], la Haspe[3] ou le Laps, en provenance de Maucor
- (D) le Géès, en provenance de Saint-Castin
  - (D) le Gélis
  - (D) le Gès de Navailles-Angos
- (D) l’Aubiosse, en provenance de la fontaine Sainte Quitterie à Bournos
- (G) le Loucin[4], Loussy ou l'Aïgue Longue en provenance de Pont-Long.
  - (G) l’Uillède[5] ou Lata[6] en provenance de Sers
  - (D) le Loupech
  - (D) le Bruscos
- (D) le Gé ou Gez, en provenance de Bournos
- (D) le Soureix, en provenance de Lonçon
- (G) l’Uzan, à Uzan, en provenance de la lande du Pont-Long au nord de Pau.
- (D) le Jéoû ou Geü, en provenance de Fichous-Riumayou
- (G) le Salidès, en provenance de Boumourt
- (G) le Gauyet, en provenance d'Arnos
- (D) l’arrec Juren[7], en provenance de Casteide-Candau
- (G) l’Aubin, en provenance de Cescau
  - (D) le Leich, d’Arnos
  - (D) l’Angos ou Langos, de Pomps
- (G) le Pondeilh, à Sault-de-Navailles, en provenance de Mesplède
- (G) l’Oursoû, en provenance de Bonnut au nord d’Orthez.